# Mario Tagliaferri
Mario Tagliaferri (Alatri, 1 de junio de 1927 - París, 21 de mayo de 1999) fue un jurista y sacerdote italiano, doctor en Derecho Canónico y diplomático de la Santa Sede, con dignidad de arzobispo. Se hizo cargo de las nunciaturas en Perú (1978-1985), España (1985-1995) y Francia (1995-1999).

## Biografía
Nació en Alatri, provincia de Frosinone, Lacio, Italia, el 1 de junio de 1927. Fue ordenado sacerdote el 5 de agosto de 1950. Doctor en Derecho Canónico, entró en el servicio diplomático de la Santa Sede, cuatro años después. Desempeñó diversos encargos en las representaciones diplomáticas de la Santa Sede en la República Dominicana, Estados Unidos, Canadá y Brasil.
El 5 de marzo de 1970, Pablo VI lo nombró arzobispo titular de Formia y pro-nuncio en la República Centroafricana, Congo y Chad. Recibió la ordenación episcopal el 7 de mayo de manos del Cardenal Jean-Marie Villot, Secretario de Estado.
Luego es transferido a Cuba en 1975 hasta 1978. 
El 15 de diciembre de 1978 asume como Nuncio Apostólico en el Perú, participando de la visita de Juan Pablo II al Perú. El 20 de julio de 1985 nombrado nuncio apostólico en España. Durante su estancia en España, y siendo devoto de la  Virgen de la Esperanza (Málaga), prometió que él sería quien coronaría a esa bella imagen si el caso se diese. Efectivamente, el 18 de junio de 1988, el Nuncio se traslada a Málaga para coronar a su virgen. Tras ceñir la corona en sus sienes, la besó en la mejilla.
Finalmente, fue nombrado Nuncio en París el 13 de julio de 1995, en reemplazo de Mons. Lorenzo Antonetti. Dio la bienvenida a Juan Pablo II durante su visita a Francia en 1996 y 1997 para la III Jornada Mundial de la Juventud.
En el momento de su muerte en París el 21 de mayo de 1999, tenía la representación de la Santa Sede en Francia.